# Marderkaninchen

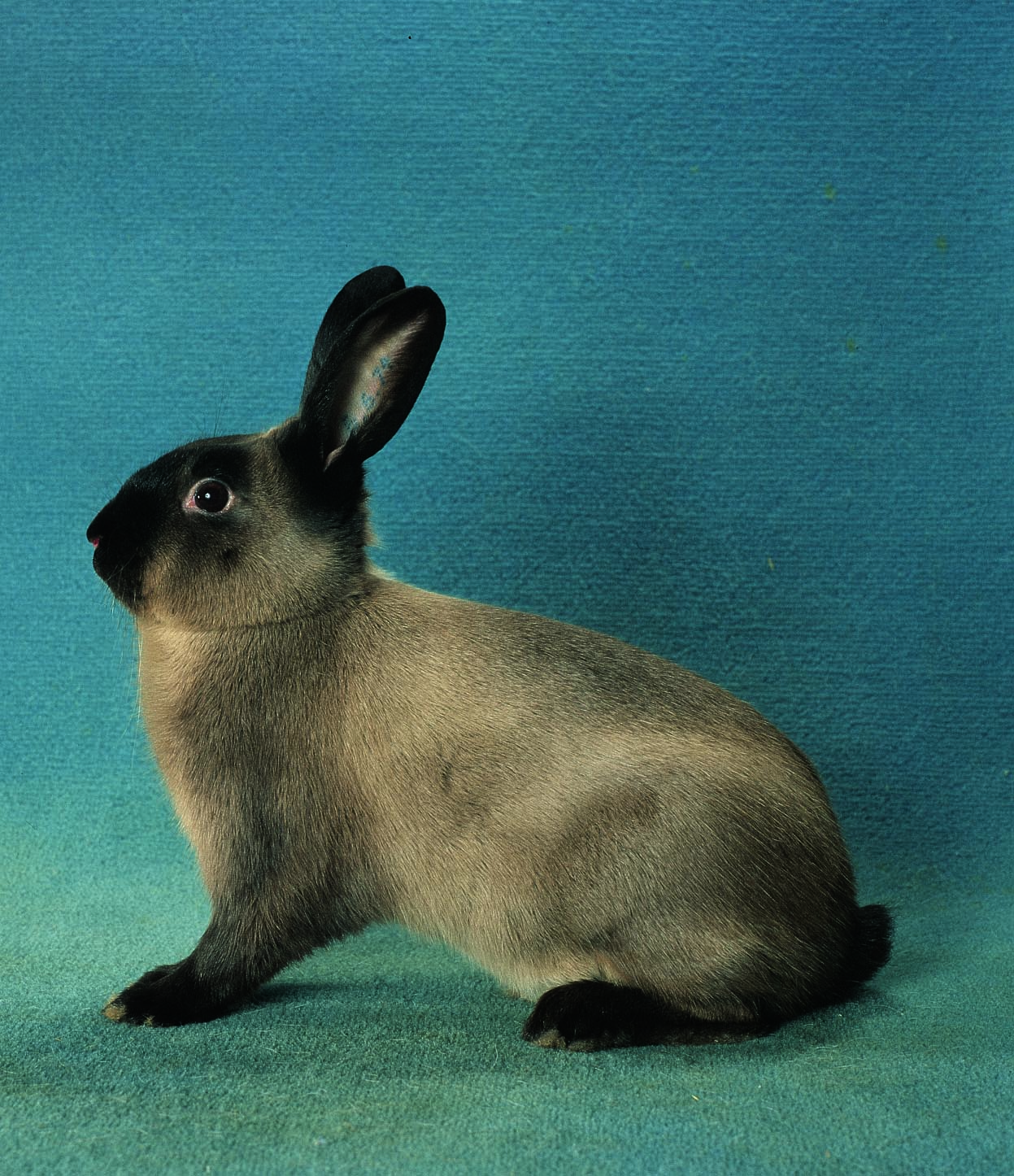
Braunes Marderkaninchen

Als Marderkaninchen werden zwei verschiedene Kaninchenrassen bezeichnet: das schon um 1925 herausgezüchtete und in seinem Bestand gefährdete Marderkaninchen mit einem Gewicht von 2,5 bis 3,25 kg und das erst 1990 in Deutschland durch die Aufnahme in den Standard anerkannte Große Marderkaninchen mit einem Gewicht 4 bis 5 kg. Das erste wird gelegentlich auch als Kleinmarder, das zweite als Großmarder bezeichnet.

## Aussehen der Marderkaninchen
Die Deckfarbe der Marderkaninchen (Typmarder) ist je nach Farbschlag braun oder blau in heller bis mittlerer Tönung. Über den Rücken zieht sich ein etwa 8 cm (Kleinmarder), beim Großmarder 8–10 cm breiter, nicht scharf abgegrenzter dunkler Streifen. Dieser Streifen beginnt nicht im Genick, sondern etwa dort, wo die auf den Rücken gelegten Ohren des Tieres enden. Auch Läufe und Blume der Marderkaninchen sind dunkel gefärbt, dabei soll die dunkle Farbe der Läufe über das Sprunggelenk reichen. Die Kopfzeichnung umfasst die Maske, die die Schnauze dunkel färbt und nicht über die Augenhöhe reicht, die Augen sind dunkel eingefasst. Die Ohren sind ebenfalls dunkel gefärbt, der Ansatz ist gut sichtbar. Unterhalb der Augen befindet sich der Backenpunkt, aus dem immer ein Tasthaar hervorgeht. Durch die Maske, Augeneinfassung und die Ohrenfärbung bildet sich auf der Stirn der Tiere das so genannte Marderkreuz, zwei sich kreuzende helle Streifen, die sich zwischen Augeneinfassung und Ohrensätzen quer über die Stirn und von der Maske bis in das Genick ziehen.
Marderkaninchen werden bronzefarbig geboren, mit dem Fellwechsel erfolgt die Umfärbung zur rassetypischen Färbung, die bei späteren Fellwechseln wieder verwaschener wird, was die Zucht von Marderkaninchen für Ausstellungszwecke schwierig macht.

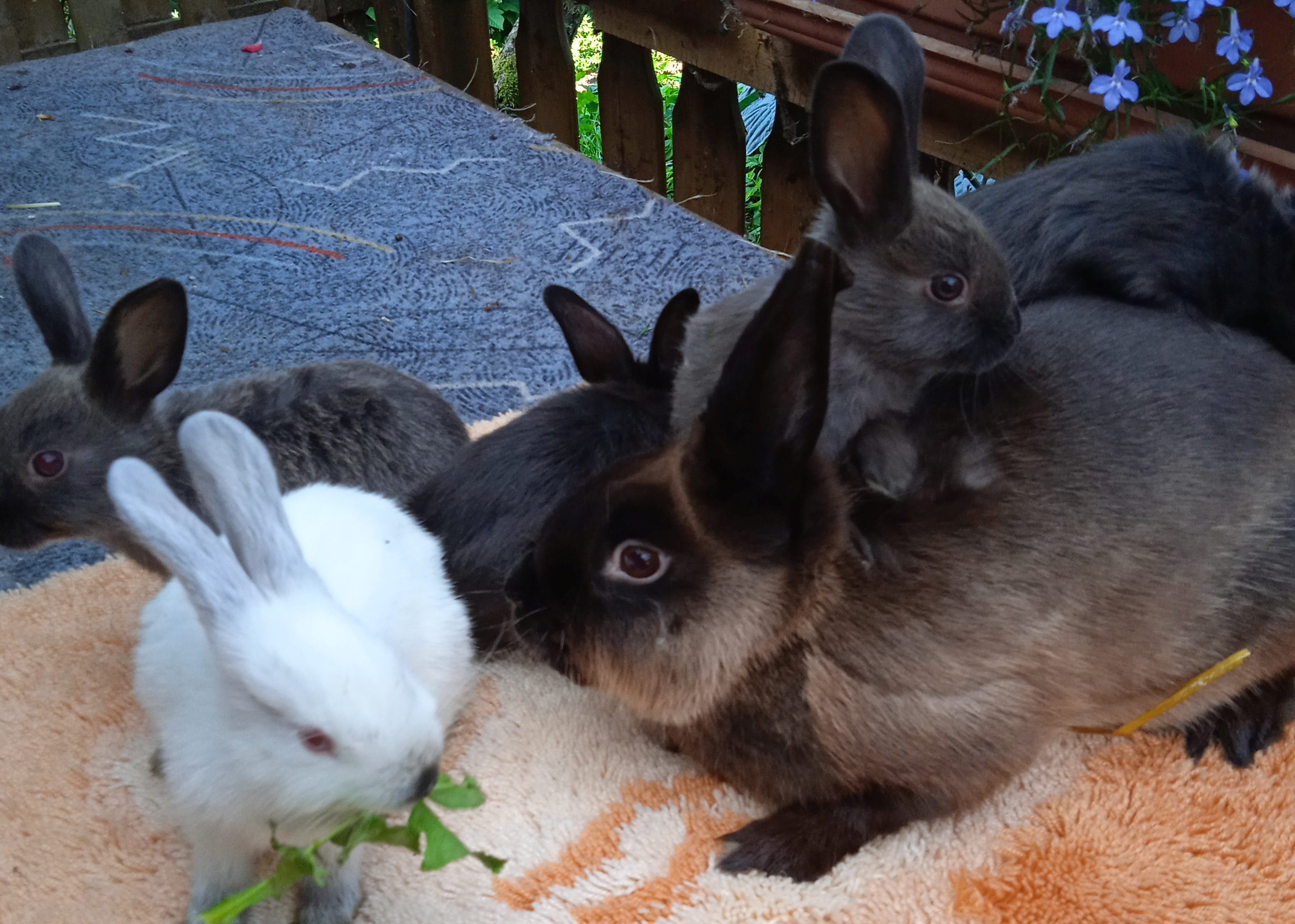
Marderkaninchen mit Jungen

Die im Standard beschriebenen so genannten Typmarder sind spalterbig, d. h. Verpaarungen untereinander führen nur zu 50 % typgerecht gezeichneter Tiere, je 25 % sind so genannte Dunkelmarder und 25 % Russenkaninchen (in manchen Zuchtlinien auch Albinos).
Die Färbung der Marderkaninchen wird durch den zur Albinoserie gehörenden Marderfaktor hervorgerufen. Das deutsche Symbol für diesen Faktor ist am, das englische cchi3. Beim braunen Farbschlag ist der Marderfaktor kombiniert mit dem Einfarbigkeitsfaktor g (a) beim blauen Marder ist zusätzlich der Faktor d für die Verdünnung des schwarzen Pigments vorhanden.
Marderkaninchen sind in den Farbschlägen braun und blau zugelassen, die entsprechenden Erbformeln der Typmarder sind:
- Braun: amBCDg/anBCDg (Deutsche Symbolik) bzw. aBcchi3DE/aBch3DE (Englische Symbolik)
- Blau: amBCdg/anBCdg (Deutsche Symbolik) bzw. aBcchi3dE/aBch3dE (Englische Symbolik)

Der (nicht anerkannte) chinchillafarbene (korrekter: wildfarbene, da ja eine andere Mutation als der Chinchillafaktor vorliegt) Typ hat die Erbformel:

amBCDG/anBCDG (Deutsche Symbolik) bzw. ABcchi3DE/ABch3DE (Englische Symbolik)
Bei allen Farbschlägen kann anstelle des Russenfaktors auch der Albinofaktor vorliegen, diese Kombination führt lediglich zu einer etwas helleren Unterfarbe.

## Gefährdung
Im Jahr 2020 betrug die Zahl der Zuchten des braunen Marderkaninchens noch 54 mit 174 weiblichen, 115 männlichen Tieren und 833 Jungtieren. 2022 waren es nur noch 46 Zuchten mit 148 weiblichen und 95 männlichen Zuchttieren, die 787 Jungtiere hervorbrachten. Im Jahr 2008 gab es noch 71 Zuchten. Die Bundesanstalt für Landwirtschaft und Ernährung (BLE) hält in der 2021 erschienenen Publikation Einheimische Nutztierrassen in Deutschland und Rote Liste gefährdeter Nutztierrassen 2021 fest: „Da nur der braune Farbenschlag als ursprünglich angesehen wird, gehören die Marderkaninchen zu den am meisten gefährdeten einheimischen Kaninchenrassen.“ Weiter schreibt sie: „Die größten Sorgen bereiten weiterhin die extrem gefährdeten Rassen Fuchskaninchen und Marderkaninchen.“ Die Gesellschaft zur Erhaltung alter und gefährdeter Haustierrassen (GEH) führt das braune Marderkaninchen in der Roten Liste (Stand 2022) in der höchsten Kategorie I als „extrem gefährdet“. Dieselbe Einstufung findet sich in der „Liste einheimischer Nutztierrassen–Kaninchen“ vom Oktober 2022 der Bundesanstalt für Landwirtschaft und Ernährung (BLE). Die GEH hat einen Rassebetreuer für diese Kaninchenrasse berufen. Die GEH hat diese Rasse zusammen mit den beiden Kaninchenrassen Luxkaninchen und Angorakaninchen für 2024 zur Gefährdeten Nutztierrasse des Jahres 2024 erklärt.

## Geschichte der Rasse

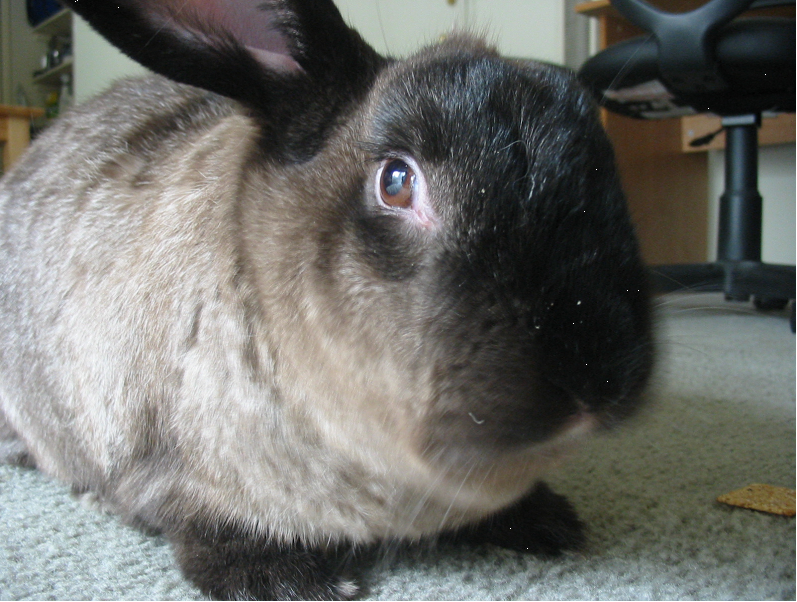
Marderkaninchen: American sable

Das Marderkaninchen entstand, wie andere Kaninchenrassen auch, mehrmals an verschiedenen Stellen, immer jedoch unter Beteiligung von Chinchillakaninchen, was unter Berücksichtigung seiner Genetik auch naheliegend ist.
In der Literatur sind folgende Züchter erwähnt:
- David W. Irving, Freshfield bei Liverpool, Großbritannien, 1923 als Siamese Sables.
- O. Brock, Kalifornien als American Sables, 1924.
- M. Fraineau, Cognac im Département Charente in Frankreich, 1925 erstmals in Paris als Zibelines gezeigt.

In Deutschland wurden Marderkaninchen von Emil Thomsen in Hamburg-Stellingen durch Zufall erhalten. Das Ziel von Thomsen war eigentlich, ein Opossum-Kaninchen zu züchten. Er paarte dazu Blaue Wiener, Hasenkaninchen, Havanna, Thüringer und weiße Angorakaninchen miteinander. Auf Anraten von Joppich kreuzte er Kleinchinchilla ein und erhielt bronzefarbene Jungtiere, die sich später zur beschriebenen Marderfarbe umfärbten. Thomsen gab einen Rammler an Hans Nachtsheim weiter, der die genetische Stellung dieser Rasse aufklärte. Ein weiterer Rammler gelangte auf Umwegen und ohne Wissen Thomsens zu Ziemer nach Arnstadt, mit diesem Tier bauten weitere Züchter Bestände von Marderkaninchen auf.
Nach Thomsens Tod übernahm Joppich seinen Tierbestand und entwickelte die Rasse weiter. Die neue Rasse wurde 1924 erstmals in Altona a.d.Elbe gezeigt.
Der Name Marderkaninchen wurde in Anlehnung an die Farbe der Edelmarder und Steinmarder gewählt, neben denen sie auch auf der ersten Ausstellung für Edelpelztiere 1928 in Berlin gezeigt wurden. Unklar bleibt in der Literatur, wie es zur Kombination mit dem Russenfaktor kam.
Die Großmarder wurden in der Tschechoslowakei entwickelt. Nach Fingerland kreuzte Martin Vrana aus Zborovice in Mähren etwa 1976/77 Marderkaninchen mit Kaliforniern, um ein großes Marderkaninchen zu züchten. Entsprechende Tiere mit der Färbung des Marderkaninchens und der Statur des Kaliforniers wurden bereits in der dritten Generation erhalten. 1980 wurden die Tiere erstmals in Děčín ausgestellt und 1981 als Rasse durch den tschechischen Züchterverband anerkannt. Mit den Bewertungsbestimmungen für Rassekaninchen in sozialistischen Ländern wurden die Großmarder auch in der DDR als Rasse zugelassen. In der DDR war die Rasse bis dahin nicht bekannt, allerdings kam es nach Franke auf Initiative von Joachim Kapp, dem Obmann des Marder-Clubs (damals Spezialzuchtgemeinschaft) zur Erarbeitung entsprechender Zuchtprogramme. Da es kaum eine Möglichkeit zum Import von Tieren gab, wurden eigene Zuchtversuche mit Marderkaninchen und Weißen Neuseeländern angestellt, die bis 1988 zur Herauszüchtung von Großmardern führten. 1990 wurden Großmarder auch in den deutschen Einheitsstandard übernommen. Nach Franke wurden große Marderkaninchen bereits seit 1931 als „Sowjetische Marder“ in der damaligen Sowjetunion im dunklen (homozygoten) Farbenschlag gezüchtet.

## Ähnliche Rassen
Ebenfalls auf die Wirkung des Marderfaktors geht die Färbung des Siamesenkaninchens zurück. Bereits Joppich erwähnt, dass ihm aus den von Thomsen übernommenen Beständen wiederholt Tiere mit der Färbung der Siamkatze fielen. Zur Geschichte und Besonderheiten des Siamesenkaninchens siehe im entsprechenden Artikel.
Die Marderfarbe ist auch beim Farbenzwerg als Farbschlag anerkannt.